# Oceania

Oceania, tutaj obejmująca swoim zasięgiem również Australię i Nową Gwineę

Oceania – nazwa zbiorowa wysp na Oceanie Spokojnym.
Sam termin Oceania jest pojęciem umownym, powstałym w I połowie XIX wieku. Jej obszar jest różnie interpretowany w wydawnictwach geograficznych, politycznych, historycznych i turystycznych. W najszerszym tego słowa znaczeniu obejmuje on obszar między Azją a Ameryką. Według innych definicji obszar ten jest ograniczony o Japonię (wraz z wyspami Riukiu), Wyspy Kurylskie i Aleuty, a także Indonezję, Tajwan i Filipiny, ponieważ zamieszkałe na tych wyspach ludy i kultury są historycznie powiązane z Azją. Internetowa Encyklopedia PWN opisuje Oceanię jako zbiór wysp w środkowej i południowo-zachodniej części Oceanu Spokojnego o powierzchni 1,2 mln km², obejmujący ok. 7,5 tys. wysp. Wraz z Australią tworzą one część świata. W innych źródłach Australia stanowi część Oceanii.
Z wyłączeniem Australii powierzchnia lądowa Oceanii wynosi ok. 1,2 mln km², z czego 80% zajmują Nowa Gwinea i Nowa Zelandia). Powierzchnia wodna wynosi ok. 70 mln km². Największe wyspy Oceanii to: Nowa Gwinea (785 tys. km²), Wyspa Południowa (151,2 tys. km²) i Wyspa Północna (115,8 tys. km²).

## Podział Oceanii

Podział Oceanii na: Melanezję, Mikronezję, Polinezję i Australazję

W zależności od źródeł Oceania dzieli się na trzy lub cztery części. Są to:
- Melanezja o powierzchni lądowej ok. 980 tys. km², w skład której wchodzą m.in.: Archipelag Bismarcka, Nowa Gwinea, Nowa Kaledonia, Wyspy Salomona, Vanuatu[1][4];
- Mikronezja o powierzchni lądowej ok. 2,7 tys. km², w skład której wchodzą m.in.: Banaba, Karoliny, Mariany, Nauru, Wyspy Gilberta, Wyspy Marshalla[1][5];
- Polinezja o powierzchni lądowej ok. 26 tys. km², w skład której wchodzą m.in.: Feniks, Hawaje, Îles Australes, Line, Markizy, Pitcairn, Samoa, Tokelau, Tonga, Tuamotu, Tuvalu, Wallis i Futuna, Wyspy Cooka, Wyspy Gambiera, Wyspy Towarzystwa, Wyspa Wielkanocna[1][6].

Czwartą częścią stanowi Nowa Zelandia (o powierzchni 263,3 tys. km²), niekiedy uznawana za część Polinezji. W innych źródłach jako czwartą część wyróżnia się Australazję.
Melanezja obejmuje wyspy na północ i północno-wschód od Australii. Mikronezja mieści się w zachodniej części Oceanu Spokojnego, a Polinezja centralną i południową.

## Geografia
Większość wysp Oceanii ma genezę wulkaniczną, mniejsze stanowią atole koralowe. Australia dzieli się na Wyżynę Zachodnioaustralijską, Wielki Basen Artezyjski i Wielkie Góry Wododziałowe. Na północny-wschód od Australii rozciąga się Wielka Rafa Koralowa. Nowa Zelandia jest głównie wyżynna. Dominują tam lasy podzwrotnikowe i lasy strefy umiarkowanej.
Oceania leży w strefie klimatu równikowego wybitnie wilgotnego, zwrotnikowego wilgotnego, podzwrotnikowego morskiego, podzwrotnikowego pośredniego, umiarkowanego ciepłego morskiego, umiarkowanego ciepłego przejściowego i umiarkowanego chłodnego morskiego.

## Podział polityczny
Uwzględniając Australię na obszarze Oceanii wraz z nią znajduje się jeszcze trzynaście niepodległych państw: Fidżi, Kiribati, Mikronezja, Nauru, Nowa Zelandia, Palau, Papua-Nowa Gwinea, Samoa, Tonga, Tuvalu, Vanuatu, Wyspy Marshalla, Wyspy Salomona. Ponadto częściowo leżą tu Stany Zjednoczone (Hawaje), Indonezja (zachodnia część wyspy Nowa Gwinea i wyspy przybrzeżne), Chile (integralnymi częściami państwa są Wyspa Wielkanocna oraz Sala y Gómez) i Japonia (wyspy Ogasawara zaliczane są do Mikronezji). Ponadto na tym obszarze znajdują się terytoria stowarzyszone, niesamodzielne i zależne należące do:
- Australii (Norfolk, Wyspy Morza Koralowego)[16][17];
- Francji (Nowa Kaledonia, Polinezja Francuska, Wallis i Futuna, Wyspa Clippertona)[18];
- Nowej Zelandii (Tokelau)[19] i terytoria stowarzyszone Niue i Wyspy Cooka[20][21];
- Stanów Zjednoczonych (Baker, Guam, Howland, Jarvis, Johnston, Kingman, Mariany Północne, Midway, Palmyra, Samoa Amerykańskie, Wake)[22];
- Wielkiej Brytanii (Pitcairn)[23].

## Demografia
Pierwsi ludzie dotarli do Australii ok. 65-80 tys. lat temu, zaś na wyspy Oceanu Spokojnego 40 tys. lat temu. Obszar Pacyfiku był stopniowo zaludniany przez różne fale migracyjne z Azji Południowo-Wschodniej. Podczas osiedlania Pacyfiku wykształciły się trzy grupy etniczne, różniące się kulturą, językiem i wyglądem zewnętrznym: Melanezyjczycy, Polinezyjczycy i Mikronezyjczycy. Rdzennymi mieszkańcami Nowej Zelandii są Maorysi, Australii Aborygeni. Nowa Zelandia została osiedlona między 925 a 1280 rokiem. Pierwsi Europejczycy przybyli do Oceanii na początku XV wieku. Aż do przybycia Europejczyków ludy Oceanii nie znali narzędzi z metalu. Przedmioty codziennego użytku tworzyli z muszli, liści, żerdzi palmowych, skór zwierząt i innych nietrwałych materiałów. W 2018 roku liczba mieszkańców Oceanii wyniosła ok. 11,9 mln, z Australią i Nową Zelandią ok. 41 mln. Gęstość zaludnienia w 2018 roku wyniosła 4,9 osób na km², przyrost naturalny w latach 2010–2015 10,3‰.

## Gospodarka
Oceania wyróżnia się dużymi dysproporcjami w poziomie rozwoju społeczno-gospodarczego. W 2018 roku PKB na osobę wyniosło 38 579 USD, przy czym w Australazji wyniosła ona 51 424 USD, w Mikronezji 15 116 USD, w Polinezji 12 013 USD, a w Melanezji 5 811 USD.